# Plecia obtusilobata
Plecia obtusilobata är en tvåvingeart som beskrevs av Hardy 1968. Plecia obtusilobata ingår i släktet Plecia och familjen hårmyggor. Inga underarter finns listade i Catalogue of Life.